# SFG 87手榴彈
SFG 87手榴彈是一種防御性破片手榴弹，由新加坡特許工業公司（CIS，現在重組為新加坡科技動力）來生產。

## 設計
SFG 87考慮了新加坡士兵的自身特點，比如改進了彈體的大小，適應新加坡士兵較小的手型，以更適合東方人使用。
SFG 87裝有4到5秒的延遲信管，可以輕易的投擲到20米以外，最大杀伤半径为5米，伤亡半径为20米

## 原廠衍生型
- AFG：反蛙人用型號；比起原型，體積更大、更長、更重，裝藥量更多
- 訓練版：可以重用；安全蓋通常都會印有藍色標記

## 採用
SFG 87現為新加坡武裝部隊制式手榴彈，並已經分發部隊作新兵的訓練之用；一個標準的裝甲步兵班中每個成員會攜帶兩個手榴彈以用作塹壕戰和在建築物戰鬥之中。

## 使用國
- 新加坡：新加坡武裝部隊；陸軍突擊隊 (CDO FN)

## 外部參考
- （页面存档备份，存于）